# 李石曾
李石曾（1881年5月29日—1973年9月30日），名煜瀛，字石曾，以字行，筆名石僧、真民，晚年號擴武，河北高陽人，中國社會教育家，故宮博物院、中法大學創建人之一。

## 生平
1881年5月29日生於河北省高陽縣，父親李鴻藻是咸豐二年進士，為同治、光緒二帝太傅。自幼跟隨支持維新變法的齊禊亭學習。

### 前往法國與留學
1897年，父親去世後蔭得補禮部郎中。1899年，經嚴復介紹跟隨常伯奇學英文，準備留學美國。次年，庚子事變，舉家至光州避難。1901年4月，聞李鴻章與八國聯軍議和，遂北上希望得到出洋留學的資助。返京後投奔其父門生黃思永和黃中慧，出入農工商部附設的英文學校，結識張靜江。1902年，與清廷駐法公使孫寶琦同行赴法，啟程先由天津至上海，還特地去拜訪吳稚暉，又通過吳彥孚結識了蔡元培。1903年1月，抵達巴黎，暫住參贊劉式訓家中。7月，去蒙塔日農業學校，前後學習了3年。1906年，畢業後返回巴黎，進入巴斯德研究院及巴黎大學理學院研究生物進化哲學等學科，並且以科學的方法研究大豆的功用，以法文發表《大豆》專書，他是中國人最早在法國發表學術論文者。他時常參加巴黎本地的沙龍，結識了很多社會名流，如無政府主義者雷克呂斯，也因此加入了共濟會。
同年，張靜江到法國做生意，往返歐亞之間，結識了孫中山，並在新加坡代李石曾一起加入了同盟會。李石曾與吳稚暉、張靜江等在巴黎發起組織世界社，致力於教育。李、吳、張三人還開辦《新世紀》雜誌，自1907年6月出刊到1910年5月停刊，共出版121號；該刊宣傳無政府主義，主張進化即革命、教育即革命、反傳統即革命，對無政府主義在中國的發展有極大貢獻。
1909年年初，李石曾在巴黎成立了一個豆腐公司，並陸續從他的故鄉河北高陽招聘了30多位華工到巴黎郊區（拉加雷讷科隆布）的豆腐工廠做工（孫中山先生在1909年路過巴黎時參觀了這家豆腐工廠）。後來他的公司生產的豆制品還參加了在巴黎舉行的“萬國食品展覽會”，開始在歐洲市場占據一席之地。李石曾的動機有二：其一，制作各種便宜的豆製品，以解決中國面临的飢荒。其二，吸引中國人到法國邊工作邊讀書：同等配置腦力勞動和體力勞動。勤工儉學運動由此誕生。通過該運動，20世紀初，兩千多名中國學生來到法國，但是由於法國經濟的困境，學生們學習與生活難以為繼。
1911年，辛亥革命爆發後，回國參加革命。1912年1月，民國成立，和張繼、吳稚暉、汪精衛等人在上海發起進德會，宣揚互助，改良社會道德。同年，李石曾與吳稚暉、汪精衛、蔡元培等人開辦留法儉學會，幫助國内學生到法國學習，1919－1920年間最鼎盛時共計 送出1,600－2,000名學生赴法，包括周恩來、鄧小平、陳毅等。歐戰爆發，李、汪、蔡等人不滿梁士詒的惠民公司粗暴的募工方式，而另行組織招募華工。1914年，李石曾在巴黎開了第一家中國餐廳，1915年6月，發起勤工儉學會，幫助在法勞工學習和生活。又於1916年和蔡元培創立了華法教育會，根據福萊爾的想法推動正當教育，以備日後在中國成立工黨打下基礎。而後於1919年1月，如願華工成立第一個工會，『中華工黨』。1917年初，應蔡元培之請短暫到北大任教，協助袁振英、黃凌霜等人成立實社。

### 北洋政府時期
1920年初，李石曾與蔡元培、吳稚暉，利用庚子賠款，在北京創辦中法大學。李石曾出任董事長，蔡元培出任校長。1920年冬，蔡元培、李石曾到達法國，與法國里昂市長赫禮歐，商議合作設立里昂中法大學協會，成立里昂中法大學（法語：Institut Franco-Chinois de Lyon）。里昂中法大學直到1947年，因為經費困難停辦。
1923年，蔡元培辭中法大學校長，李石曾立即兼任代校長。1926年“三一八慘案”發生後，北京的臨時執政段祺瑞下令通緝李大釗、李石曾等人，罪名是：“假借共產黨說，嘯聚群眾，率領暴徒，闖襲國務院。”李石曾避居東交民巷法國醫院。中法大學校長改由李書華繼任。
1924年1月，中國國民黨第一次全國代表大會在廣州召開，李石曾當選為中央監察委員，之後連任第二至第六屆中央監察委員，以及第七至第十屆中央評議委員。
1924年10月，馮玉祥發動“甲子政變”，11月5日命鹿鍾麟逼溥儀自廢帝號，永離紫禁城。李石曾奉馮玉祥之命，前去接收紫禁城，紹英面詰之，石曾笑而不答。李石曾建議馮玉祥設立中央古物保管委員會，及清室善後委員會。這兩個委員會均由李石曾任委員長。華世奎對李石曾極不滿，見人輒罵李是“文正孽子”。段祺瑞更為不滿，公然聲稱「日後還把皇帝請回來」。1925年9月，“清宮善後委員會”制定了“故宮博物院臨時組織大綱”及“故宮博物院臨時董事會組織章程”。並於1925年10月10日正式成立國立故宮博物院。

### 國民政府北伐後
1927年4月，國民政府中央政治會議第七十四次會議在南京舉行，李石曾提出設立中央研究院案，會議決議推選李石曾、蔡元培、張靜江等人共同起草《中研院組織法》。同年5月9日，中央政治會議第九十次會議議決設立中研院籌備處，並推定蔡元培、李石曾、張靜江等人為中央研究院籌備委員。又建議設立國立勞動大學以培養農工運動人才。
1928年6月，國民黨北伐，進軍北京，改稱「北平」。國民政府任命李石曾為國立北平大學校長，師範大學校長、及國立北平研究院院長等職務。
1936年，李石曾與蔡元培、陶玄、張靜江等在上海創辦世界學校，實行教育救國和科學救國，把學生從小培養成出國留學及有用的人才。日本戰敗之後，李石回到中國，定居上海。1948年被蔣中正聘為首批總統府資政。
1949年，中国共产党击溃中华民国政府并建立中华人民共和国，李石曾移居瑞士。1951年，因瑞士与中华人民共和国建立外交关系，李石曾移居乌拉圭，此后常往返于乌拉圭和台湾。

### 赴台
1956年定居台灣。1958年，為了緬懷吳稚暉，擇定吳先生最後養病之阿裏山麓——嘉義市彌陀寺北側為校址，和鄧傳楷共同發起籌創私立稚暉初級中學（1996年改制為嘉義市私立仁義高級中學）。
1973年9月30日逝世於臺大醫院，享耆壽92歲。

## 著作
- 《石僧筆記》
- 《擴武自述》
- 《石僧隨筆》